# Aleksej Favorskij
Aleksej Jevgrafovitj Favorskij (på ryska Алексе́й Евгра́фович Фаво́рский), född 1860, död 1945, var en rysk kemist. Han var professor vid Sankt Petersburgs universitet och medlem av Sovjetunionens Vetenskapsakademi.